# Колекція Пеггі Гуггенхайм
Колекція Пеггі Гуггенхайм — це музей сучасного мистецтва на Великому каналі в Дорсодуро, Венеція, Італія. Це одна з найвідвідуваніших пам'яток в Венеції. Колекція розміщується у Палаццо Вен'єр-дей-Леоні, палаці 18 століття, який три десятиліття був домом для американської спадкоємиці Пеґґі Ґуґґенгайм. Вона почала виставляти свою приватну колекцію творів сучасного мистецтва для громадськості сезонно в 1951 році. Після її смерті у 1979 році колекція перейшла у Фонд Соломона Р. Ґуґґенгайма, який відкрив колекцію з 1980 року.
Колекція включає в себе твори видатних італійських футуристів та американських модерністів, які працювали у таких жанрах, як кубізм, сюрреалізм і абстрактний експресіонізм. Вона також включає в себе скульптурні твори. У 2017 році Кароль Вейл, онука Пеггі Ґуґґенгайм, була призначена директором збірки, щоб змінити Філіпа Рилендеса, який керував музеєм протягом 37 років.

## Колекція
Колекція, в основному, базується на персональній колекції мистецтва Пеггі Ґуґґенгайм, колишньої дружини художника Макса Ернста та племінниці гірничого магната Соломона Р. Ґуґґенгайма. Вона колекціонувала роботи здебільшого в період з 1938 по 1946 рр., Купувала твори в Європі в тривожні часи на початку Другої світової війни, а пізніше в Америці, де вона також виявила талант Джексона Поллока та ін. У музеї розміщено вражаючий вибір сучасного мистецтва, його мальовниче середовище та шанована колекція залучають близько 400 000 відвідувачів на рік, що робить його" найвідвідуванішим місцем у Венеції після Палацу Дожів. Роботи на виставці включають видатних італійських футуристів та американських модерністів. Колекція охоплює кубізм, сюрреалізм і абстрактний експресіонізм. Під час відзначення 30-річного перебування Пеггі Ґуґґенгайм у Венеції її колекція була помічена у її будинку в Палаццо Вен'єр-дей-Леоні та на спеціальних виставках в Амстердамі (1950), Цюриху (1951), Лондоні (1964), Стокгольмі (1966), Копенгагені (1966), Нью-Йорк (1969) і Париж (1974).

## Вибрані твори
- К. С. Малевич — Без назви (Малевич) (1916 р.)